# Johnston-Passage
Die Johnston-Passage ist eine Meerenge in der Gruppe der Adelaide- und Biscoe-Inseln vor der Westküste der Antarktischen Halbinsel. Sie verläuft in nord-südlicher Richtung und trennt die Südwestküste der Adelaide-Insel von den Amiot-Inseln.
Das UK Antarctic Place-Names Committee benannte sie 1964 nach Kapitän William Johnston (1908–1968), von 1956 bis 1962 Schiffsführer des Forschungsschiffs RRS John Biscoe.